# 최종혁
최종혁(1988년 8월 5일 ~ )은 대한민국의 전직 스타크래프트 II 프로게이머이다. BBoongBBoong라는 아이디를 사용하며, 종족은 저그이다.

## 개요
Prime과 MJ Team에서 활동하기도 했다.
2013년 1월 30일 AZUBU에 입단했다.
아주부와의 계약이 2014년 2월 28일부로 종료되어 무소속 신분이 되었다.
2014년 11월 Invasion eSport에 입단했다.
2014년 12월 11일 Invasion eSport에서 탈퇴하고 프라임으로 복귀했다.
2015년 10월 19일 스타크래프트2 경기 승부조작에 연루 되어 검찰에서 조사중이다.

## 수상 경력
최종혁의 주요 기록은 승부조작 사건 이후, 한국e스포츠협회로부터 영구 제명되어 공식 기록에서 전부 삭제되었다.
- 2011년 Arena of Legends Team Ace Invitational 4강
- 2012년 핫식스 2012 글로벌 스타크래프트 II 리그 시즌 1 Code A 32강
- 2012년 핫식스 2012 글로벌 스타크래프트 II 리그 시즌 2 Code S 32강
- 2012년 무슈제이 2012 글로벌 스타크래프트 II 리그 시즌 3 Code A 48강
- 2012년 IPL 4 37-44th
- 2012년 핫식스 2012 글로벌 스타크래프트 II 리그 시즌 4 Code A 32강
- 2012년 배틀넷 월드 챔피언쉽 시리즈 SC2 2012 한국대표 선발전 32강
- 2012년 핫식스 2012 글로벌 스타크래프트 II 리그 시즌 5 Code A 12강
- 2012년 IPL 5 9-12th
- 2013년 Asia Starcraft League 준우승 (vs 2:3 조성주)
- 2013년 핫식스 2013 글로벌 스타크래프트 II 리그 시즌 1 Code S 16강
- 2013년 WCS 코리아 2013 시즌 1 망고식스 글로벌 스타크래프트 II 리그 32강
- 2013년 제4회 인천 실내무도아시아경기대회 스타2 부문 국가대표 선발전 8강
- 2013년 2013 WCS Korea Season 1 챌린저리그 48강
- 2014년 2014 DreamHack Open: Moscow 8강
- 2015년 ASUS ROG Summer 2015 4강
- 2015년 World Leisure Games 2015 3위
- 2015년 스타2 승부조작 (프로게이머 영구제명 및 영구자격증정지)